# Szeged Szépe
Szeged Szépe néven 2008 óta kerül megrendezésre a Szeged nevét viselő szépségkirálynő-választás  minden évben Szegeden.
A verseny szabályzata alapján az országból bárhonnan lehet jelentkezni, emellett a külföldön élő magyarok, továbbá a Szegedi Tudományegyetem külföldi hallgatói és Szeged testvérvárosaiból is indulhatnak a versenyen. A Szeged Szépére a 15 és 25 év közötti hölgyek jelentkezését várják, ám lehetőség van 14 éves kortól jelentkezni, aki döntő napján betölti a 15. életévét, a jelentkezés maximum korhatára 33 éves életkor.
Fő különlegessége a szépségversenynek, hogy rendkívül nagy hangsúlyt fektetnek a társadalmi felelősségvállalásra és aktívan részt vesznek különböző jótékonysági projektekben.
Elsődleges célja a mellrák elleni küzdelemre történő figyelemfelhívás, mellyel már a fiatalabb korosztályt szeretnék bevonni az edukációba, hogy rendszeresen járjanak szűrésre és helyezzenek kiemelt hangsúlyt a prevencióra.
Jótékonysági projektjeik közt szerepel minden évben az ÁGOTA alapítvány állami gondozásból kivett hátrányos helyzetű gyermekeinek étkeztetése, továbbá tanszerekkel történő megajándékozása.
2016 óta „Szeged Szépe Save The Planet" néven elindították harmadik jótékonysági projektjüket, mellyel  a Szegedi Vadaspark fajmentő programjához csatlakozva már abban az évben segítették az állatkertet, továbbá a szegedi Tappancs Állatmenhely munkáját több mint 40 raklap minőségi állateledellel és önkéntes munkájukkal egyaránt, ezzel is szeretnék felhívni a figyelmet az állatvédelemre, és környezetvédelemre egyaránt. 2017-ben 29 raklap állateledelt juttattak el a rászoruló szervezeteknek.

## Szeged Szépe szépségkirálynők
| Év   | Szépségkirálynő                        |
| ---- | -------------------------------------- |
| 2008 | Nagy Nikolett (Szeged)                 |
| 2009 | Béres Zsüliet (Orosháza)               |
| 2010 | Vigmann Bernadett (Budapest)           |
| 2011 | Lovas Annabella (Tiszakécske)          |
| 2012 | Csehi Antónia (Munkács, Ukrajna)       |
| 2013 | Czibolya Nikolett (Sándorfalva)        |
| 2014 | Schvarcz Anett (Budapest)              |
| 2015 | Cvijin Blanka (Szabadka, Szerbia)      |
| 2016 | Kékegyi Szimonetta (Békéscsaba)        |
| 2017 | Bene Viola (Szeged)                    |
| 2018 | Farkas Mónika (Dunaradvány, Szlovákia) |
| 2019 | Szivos Dalma (Szeged)                  |

Hivatalos weboldal: http://szegedszepe.hu/
Közösségi oldal: https://www.facebook.com/szegedszepe/
Az évek során a zsűriben meghívott vendég volt már többek között Zimány Linda – modell, műsorvezető, 2006-ban a Miss Balaton szépségkirálynője,  Debreczeni Zita – modell, fotós, 2001-ben a Miss Balaton második udvarhölgye, Stedra Szabina – modell, fotómodell, 2001-ben a Miss Hungary győztese, Bodri Krisztina – modell, 2007-ben a Miss World Hungary szépségkirálynője, Gregori Dóra – modell, fotómodell, Miss Hungary 2010 szépségkirálynő, Szikszai Johanna – modell, fotómodell, Elite model Look 2007, Pálinkó Lujza – versenytáncos, 20-szoros magyar bajnok, az RTL Klub Szombat esti láz című műsorának táncoktatója, Kulcsár Edina – a Miss World Hungary 2014-es szépségkirálynője, a Miss World világverseny második helyezettje, a 2014-es Miss Europe cím birtokosa, Kiss Daniella – a Miss World Hungary 2015-ös szépségkirálynője, Dr. Bajusz Huba – plasztikai sebész, Dr. Deák István, a Szegedi Tudományegyetem Gazdaságtudományi karának dékánhelyettese,  Dr. Győrfi Pál – az Országos Mentőszolgálat kommunikációs és PR igazgatója,  Juronics Tamás – Kossuth-díjas táncművész, koreográfus, a Szegedi Kortárs Balett művészeti vezetője, Pindroch Csaba – színész, színművész, a Rippel-fivérek – artistaművész testvérpár, a Rippel Akadémia alapítói, kilencszeres világrekorderek, Dr. Bohács Zsolt – Világ-, és Európa bajnok kenus, Gyökös Lajos – Világ és Európa bajnok kajakos.